# Gaswerk Fünfhaus

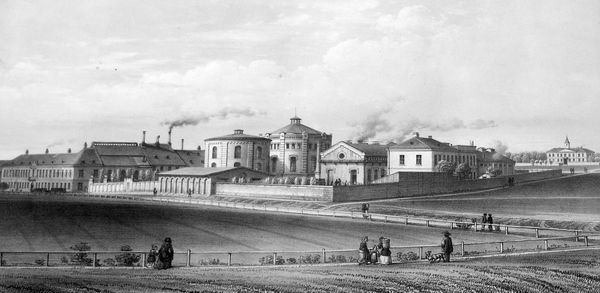
Gaswerk Fünfhaus, um 1850; Im Vordergrund das heutige Westbahnhofgelände

Das Gaswerk Fünfhaus in der heutigen Gasgasse im 15. Wiener Gemeindebezirk Rudolfsheim-Fünfhaus war ein privat geführtes Gaswerk.

## Geschichte

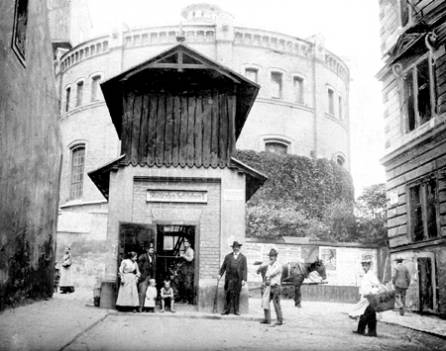
Gaswerk Fünfhaus um 1890

### Gesellschaft zur Beleuchtung mit k. k. ausschließlich privat verbessertem Gas
Am 4. November 1836 wurde dem aus Fünfhaus stammenden Spenglermeister und Lampenerzeuger Karl Demuth († 1883), ab 1837 Besitzer des Vergnügungsetablissements Tivoli, ein Privileg auf Verbesserung des Leuchtgases verliehen, das in der Folge an die von Theodor Friedrich Hené im Jahr 1839 gegründete Gesellschaft zur Beleuchtung mit k. k. ausschließlich privat verbessertem Gas abgetreten wurde. 1840 errichtete diese Gesellschaft das Gaswerk Fünfhaus und versorgte bereits im Oktober selben Jahres die Straßenbeleuchtung der Schönbrunner Hofstraße zwischen der Wiener Linie und dem Beginn des Vororts Fünfhaus.

### Imperial-Continental-Gas-Association
Am 1. Oktober 1842 wurde (im Wege der Übernahme des staatlichen Privilegs der Gesellschaft zur Beleuchtung) das Gaswerk Fünfhaus vom Präsidenten der englischen Imperial-Continental-Gas-Association ICGA, M(atthias) Wolverley Attwood (1808–1865), als deren erstes Gaswerk in Wien erworben und weitergeführt. 1843 wurde die kleine Gas-Anstalt von den neuen Eigentümern vergrößert.
Bedingt durch das Auslaufen des Beleuchtungsvertrages zwischen der ICGA und der Stadt Wien am 31. Dezember des Jahres 1911 und der darauffolgenden Übernahme der Gasversorgung des gesamten Stadtgebiets durch die städtischen Gaswerke Simmering und Leopoldau wurde das Gaswerk Fünfhaus geschlossen und später abgebrochen.

## Technik
Das ursprünglich von Theodor Friedrich Hené errichtete Gaswerk nutzte als Ausgangsmaterial zur Gasherstellung Harzöl, von dem sich Hené in seinem 1833 noch als Sekretär der Österreichischen Gesellschaft zur Beleuchtung mit Gas (Gaswerk Roßau) veröffentlichten Buch Die Gasbeleuchtung in Wien qualitativ überzeugt zeigte (Angeblich besaß dieses Gas eine höhere Leuchtkraft und schwärzte Silber nicht.).
Das von der Imperial-Continental-Gas-Association neu errichtete Gaswerk wurde für die Entgasung von Steinkohle ausgelegt und verfügte um 1903 über 23 Retortenöfen mit insgesamt 169 Retorten und drei Gasbehälter.

## Erinnerung
An das ehemalige Gaswerk erinnern die zwischen Mariahilfer Straße und Westbahnhof gelegenen Verkehrsflächen Gasgasse, Kohlenhofgasse und Lichtgasse in Rudolfsheim-Fünfhaus.